# Leo Delwaide
Leo Delwaide  né à Rekem, le 27 juillet 1897 et mort à Anvers, 13 juin 1978, est un homme politique de l'Union catholique (Katholieke Verbond) et du CVP, membre de la Chambre des représentants de Belgique, échevin du Port d'Anvers et deux fois bourgmestre faisant fonction d'Anvers. Poursuivi après-guerre pour collaboration pour le rôle qu'il a pu jouer dans la déportation des Juifs d'Anvers, son dossier est classé sans suite dans la logique de pacification qui prévalait dans l'immédiat après-guerre.

## Biographie
Delwaide est docteur en droit et licencié en notariat (1921) de Université catholique de Louvain. Il s'établit à Anvers comme avocat et épouse Josepha Verlinden (1906-2005).
Après quelques années, il devient membre des cercles dirigeants du Parti Catholique à Anvers. En 1932, il devient membre du conseil communal et en 1939, échevin. Dès 1932, il est élu représentant de l'arrondissement d'Anvers au parlement, et il conserve ce mandat jusqu'en 1946.
Lors des élections communales de 1938, Léo Delwaide mène la liste catholique dont un important axe de campagne est de dénoncer la politique pro-juive menée par Camille Huysmans jusqu'alors. Pour Léon Delwaide, « les Juifs se conduisent déjà en maîtres dans certains lieux publics, propagent le communisme et ruinent les classes moyennes ».
Pendant la Seconde Guerre mondiale, il devient bourgmestre faisant fonction d'Anvers à partir de mai 1940, étant donné que le bourgmestre Camille Huysmans a opté pour l'exil à Londres. Le secrétaire général Vossen le nomme bourgmestre d'Anvers en novembre 1940. Tandis qu'il est aux affaires, il fait distribuer les étoiles jaunes par son administration à la suite de l'ordonnance allemande du 27 mai 1942, des rafles de juifs eurent également lieu à Anvers (août-septembre 1942) avec l'appui de la police anversoise. Des décennies plus tard, son rôle en tant que dirigeant et celui de la police anversoise sont mis à l'instruction. Delwaide est, en effet, resté bourgmestre après la création du Grand-Anvers par les occupants dans un collège échevinal composé de huit représentants des partis traditionnels, et de cinq représentants de l'Ordre Nouveau. Il ne démissionne qu'en janvier 1944.
Après la guerre Delwaide est radié et poursuivi pour collaboration. Il se défend en invoquant les mesures de protection qu'il aurait prises, et en soulignant la politique du moindre mal qu'il a suivie. Il est indirectement plébiscité par la population lorsque sa femme se présente à sa place sur les listes électorales des élections communales et est élue avec un taux massif de 41 486 votes préférentiels. Son dossier est classé sans suite peu de temps après. Au regard de l'Histoire, en tant que supérieur de la police communale d'Anvers, « il porte cependant la coresponsabilité des rafles d'août 1942 visant les Juifs ».
À partir de 1953, il siège à nouveau au conseil communal, et à partir de 1959, il devient premier échevin et échevin du port, ce qu'il reste jusqu'à sa mort. Sous sa direction, le port d'Anvers connait une extraordinaire expansion[réf. nécessaire]. En 1976, il est brièvement bourgmestre faisant fonction à la suite du décès de Lode Craeybeckx.
En 1949, il est élu au parlement et il en conserve le mandat jusqu'en 1968. Au parlement, il s'est essentiellement occupé des affaires portuaires et de politique étrangère.
Par Arrêté Royal du 5 décembre 1983 son épouse reçoit l'autorisation de faire précéder son nom du titre de Baronne.

## Distinctions
- Grand officier de l'ordre de Léopold (Belgique)
- Grand officier de l'ordre d'Orange-Nassau des Pays-Bas
- Grand officier de l'ordre de Saint-Olaf de Norvège
- Grand officier de l'ordre équestre du Saint-Sépulcre de Jérusalem
- Grand officier de l'ordre de la Couronne de chêne (Luxembourg)
- Commandeur de la Légion d'honneur (France)
- Commandeur de l'ordre royal de Victoria
- Commandeur de l'ordre du Mérite de la République fédérale d'Allemagne
- Commandeur de l'ordre du Mérite de la République italienne
- Commandeur de l'ordre de Vasa de Suède
- Commandeur de l'ordre du Dannebrog du Danemark
- Commandeur de l'ordre du Lion de Finlande
- Commandeur de l'ordre national du Mérite de la République Française